# Jevgenij Malkin

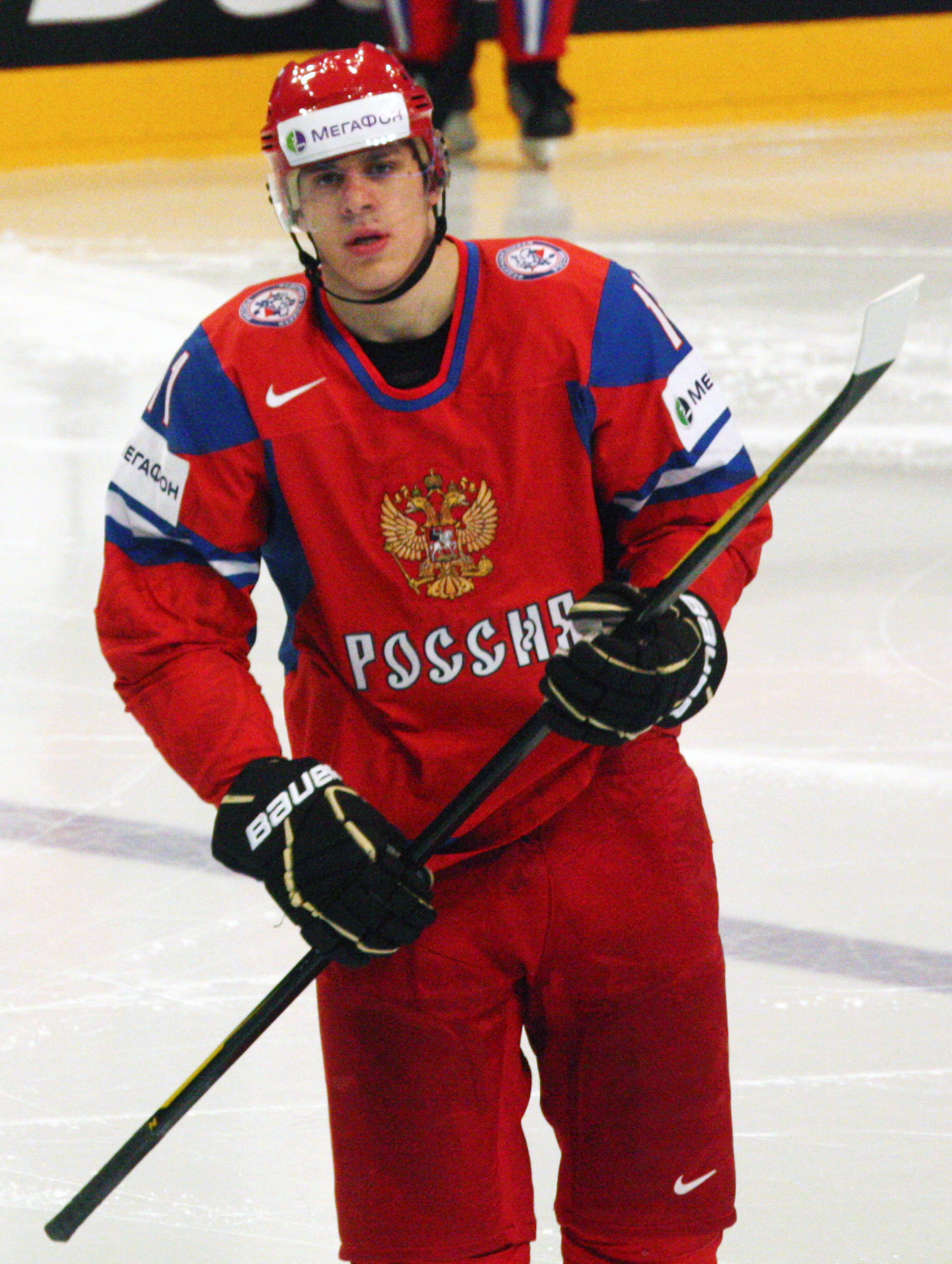
Malkin i VM 2012

Jevgenij Vladimirovitj Malkin, ryska: Евгений Влади́мирович Малкин, född 31 juli 1986 i Magnitogorsk i Ryska SFSR i Sovjetunionen, är en rysk professionell ishockeyspelare som spelar för Pittsburgh Penguins i NHL.

## NHL
2004 draftades Malkin av Pittsburgh Penguins men han valde att stanna ett år till i hemlandet. 2006 gick han över till Pittsburgh Penguins trots att han hade skrivit på för ytterligare ett år i Magnitogorsk. Övergången blev spektakulär. På grund av att hans ryska klubb Metallurg Magnitogorsk vägrat acceptera övergångsvillkoren och beslagtagit hans pass så var hans enda alternativ att fly under en träningsresa till Finland. Detaljerna ifrån flykten blev kända några dagar senare då Malkin tryggt befann sig i USA. På Helsingfors-Vandas flygplats hade han mött upp en av sina agenter som i förhand hade ordnat med en lägenhet i Helsingfors. Med Malkins pass kunde agenten sedan ordna ett visum på USA:s ambassad. 
Det började dåligt för Malkin i Pittsburgh, någon vecka innan NHL-starten skadade han axeln under en träningsmatch i en kollision med sin kedjekamrat John LeClair. Malkin gjorde NHL-debut torsdagen den 18 oktober 2006 och gjorde mål direkt, samt i de nästföljande fem matcherna. Detta är första gången sedan säsongen 1917-18 som en rookie i NHL har gjort mål under sina 6 första NHL-matcher. Malkin slutade säsongen på 33 mål och 52 assists och mottog Calder Trophy som årets rookie i ligan. Malkin hade också ett framgångsrikt VM i ishockey 2007, i Moskva, där hans insats bidrog till att ryska landslaget tog ett brons. 2012 vann Malkin NHL:s poängliga för andra gången i hans karriär. 2009 vann Malkin  Stanley Cup med sitt Pittsburgh Penguins och sedan vann han Conn Smythe Trophy som tilldelas till den som anses vara värdefullast för sitt lag under Stanley Cup-slutspelet, han är den första från Ryssland att få den. Malkin vann även poängligan under slutspelet före lagkamraten Sidney Crosby.

## Meriter
- Art Ross Memorial Trophy - 2009, 2012
- Hart Memorial Trophy - 2012
- Ted Lindsay Award - 2012
- Calder Memorial Trophy - 2007
- NHL First All-Star Team - 2008, 2009, 2012
- Stanley Cup - 2009, 2016, 2017
- Conn Smythe Trophy - 2009
- VM-guld - 2012, 2014

## Statistik

### Klubbkarriär
| 2003–04    | Metallurg Magnitogorsk | RSL        | 34  | 3   | 9   | 12  | 12  | —   | —  | —  | —   | —   |
| 2004–05    | Metallurg Magnitogorsk | RSL        | 52  | 12  | 20  | 32  | 24  | 5   | 0  | 4  | 4   | 0   |
| 2005–06    | Metallurg Magnitogorsk | RSL        | 46  | 21  | 26  | 47  | 46  | 11  | 5  | 10 | 15  | 41  |
| 2006–07    | Pittsburgh Penguins    | NHL        | 78  | 33  | 52  | 85  | 80  | 5   | 0  | 4  | 4   | 8   |
| 2007–08    | Pittsburgh Penguins    | NHL        | 82  | 47  | 59  | 106 | 78  | 20  | 10 | 12 | 22  | 24  |
| 2008–09    | Pittsburgh Penguins    | NHL        | 82  | 35  | 78  | 113 | 80  | 24  | 14 | 22 | 36  | 51  |
| 2009–10    | Pittsburgh Penguins    | NHL        | 67  | 28  | 49  | 77  | 100 | 13  | 5  | 6  | 11  | 6   |
| 2010–11    | Pittsburgh Penguins    | NHL        | 43  | 15  | 22  | 37  | 18  | —   | —  | —  | —   | —   |
| 2011–12    | Pittsburgh Penguins    | NHL        | 75  | 50  | 59  | 109 | 70  | 6   | 3  | 5  | 8   | 6   |
| 2012–13    | Metallurg Magnitogorsk | KHL        | 37  | 23  | 42  | 65  | 58  | —   | —  | —  | —   | —   |
| 2012–13    | Pittsburgh Penguins    | NHL        | 31  | 9   | 24  | 33  | 36  | 15  | 4  | 12 | 16  | 26  |
| 2013–14    | Pittsburgh Penguins    | NHL        | 60  | 23  | 49  | 72  | 62  | 13  | 6  | 8  | 14  | 8   |
| 2014–15    | Pittsburgh Penguins    | NHL        | 69  | 28  | 42  | 70  | 60  | 5   | 0  | 0  | 0   | 0   |
| 2015–16    | Pittsburgh Penguins    | NHL        | 57  | 27  | 31  | 58  | 65  | 23  | 6  | 12 | 18  | 18  |
| NHL Totalt | NHL Totalt             | NHL Totalt | 644 | 295 | 465 | 760 | 649 | 124 | 48 | 81 | 129 | 147 |

### Internationellt
| År            | Lag           | Turnering     |    | Matcher | Mål | Assists | Poäng | Utv. |
| ------------- | ------------- | ------------- | -- | ------- | --- | ------- | ----- | ---- |
| 2003          | Ryssland      | U18 VM        | 6  | 5       | 4   | 9       | 2     |      |
| 2004          | Ryssland      | JVM           | 6  | 1       | 4   | 5       | 0     |      |
| 2004          | Ryssland      | U18 VM        | 6  | 4       | 4   | 8       | 31    |      |
| 2005          | Ryssland      | JVM           | 6  | 3       | 7   | 10      | 16    |      |
| 2005          | Ryssland      | VM            | 9  | 0       | 4   | 4       | 8     |      |
| 2006          | Ryssland      | JVM           | 6  | 4       | 6   | 10      | 12    |      |
| 2006          | Ryssland      | VM            | 7  | 3       | 6   | 9       | 6     |      |
| 2006          | Ryssland      | OS            | 7  | 2       | 4   | 6       | 31    |      |
| 2007          | Ryssland      | VM            | 9  | 5       | 5   | 10      | 6     |      |
| 2010          | Ryssland      | OS            | 4  | 3       | 3   | 6       | 0     |      |
| 2010          | Ryssland      | VM            | 5  | 5       | 2   | 7       | 10    |      |
| 2012          | Ryssland      | VM            | 10 | 11      | 8   | 19      | 4     |      |
| 2014          | Ryssland      | OS            | 5  | 1       | 2   | 3       | 2     |      |
| 2014          | Ryssland      | VM            | 4  | 2       | 1   | 3       | 2     |      |
| 2015          | Ryssland      | VM            | 9  | 5       | 5   | 10      | 8     |      |
| Junior totalt | Junior totalt | Junior totalt | 30 | 17      | 25  | 42      | 61    |      |
| Senior totalt | Senior totalt | Senior totalt | 62 | 36      | 38  | 74      | 75    |      |